# Поморник середній
Помо́рник сере́дній (Stercorarius pomarinus) — морський птах з родини поморникових (Stercorariidae). Гніздиться в арктичній тундрі вздовж Північного Льодовитого океану. Протягом іншого часу — типовий морський птах, що проводить час в тропічних широтах у шельфовій зоні. В Україні рідкісний залітний вид. Основна здобич влітку — лемінги, в іншу пору року — риба. Загальну чисельність виду оцінено в 10—12 тис. пар. Монотиповий вид.

## Морфологічні ознаки

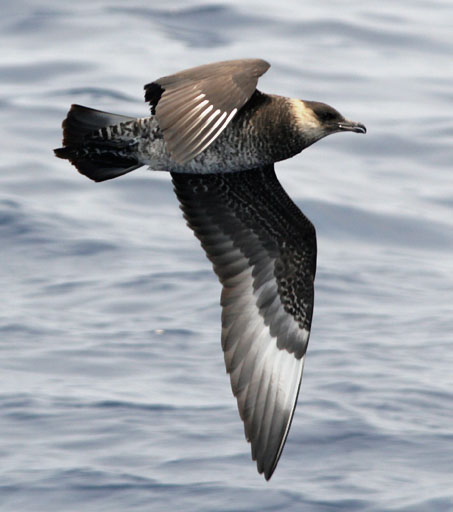
Молодий птах

Маса тіла 460—750 г, довжина тіла 47—61 см, розмах крил 113—125 см. Для виду характерне явище поліморфізму — зустрічаються особини темної та світлої форми. Співвідношення світлої й темної морфи приблизно 20:1.
Дорослий птах темної морфи має цілорічно темно-буре забарвлення незалежно від статі; у дорослого самця світлої морфи в шлюбному вбранні верх темно-бурий; щоки і задня частина шиї білі, з жовтим відтінком; горло, передня частина шиї і низ тулуба білі, крім темно-бурої задньої частини черева і підхвістя; махові пера чорно-бурі, першорядні — зі світлою основою; хвіст чорно-бурий, два центральних стернових пера видовжені, широкі, на кінці заокруглені і вигнуті перпендикулярно до площини хвоста; дзьоб бурувато-рожевий, на кінці бурий; ноги бурі; у позашлюбному оперенні низ білуватий, з бурими поперечними хвилястими смугами на волі і боках тулуба. Доросла самка у шлюбному оперенні подібна до шлюбного дорослого самця, але на волі бурий не чітко окреслений «нашийник», на боках тулуба бурі поперечні смуги; у позашлюбному оперенні схожа на позашлюбного дорослого самця. Молодий птах темно-бурий, з іржастими поперечними смугами на спині та крилах і бурими та іржастими смугами на решті тіла; основа першорядних махових пер зверху і зі споду, а також основа спідніх покривних пер першорядних махових білувата; хвіст без видовжених пер, загострений; трапляються чорно-бурі особини, з білуватою основою першорядних махових пер на споді крил, а також світліші, з сіруватою головою і жовтувато-сірими смугами.
Дорослий птах від дорослих інших поморників відрізняється широкими, заокругленими на кінці і вигнутими перпендикулярно до площини хвоста видовженими центральними стерновими перами. Молодий середній поморник від молодих інших поморників відрізняється більшими розмірами і темною головою, хоча достовірно відрізнити складно.

## Поширення
Кругополярний вид, поширений в гніздовий період у Північній півкулі. Гніздиться на Шпіцбергені і Ведмежому острові, на північному острові Нової Землі, на Новосибірських островах і на острові Врангеля. На материку Європи та Азії гніздиться по тундрах від півострова Канін до Чукотки і гирла Анадиру, крім того,— на острові Беринга з групи Командорських островів, а також в Арктичній зоні Північної Америки і в Гренландії.
Під час сезонних міграцій середні поморники трапляються переважно на океанічних узбережжях. Зимують в прибережних частинах Атлантичного і Тихого океанів, іноді перетинаючи екватор.
В Україні залітний майже на всій території.

## Чисельність
Чисельність в Європі оцінена у 20—50 тис. пар, які гніздяться на території Росії. В Європі гніздиться 5—24 % світової популяції, т.ч. приблизна оцінка чисельність виду у світі становить 250—3000 тис. особин.

## Гніздування

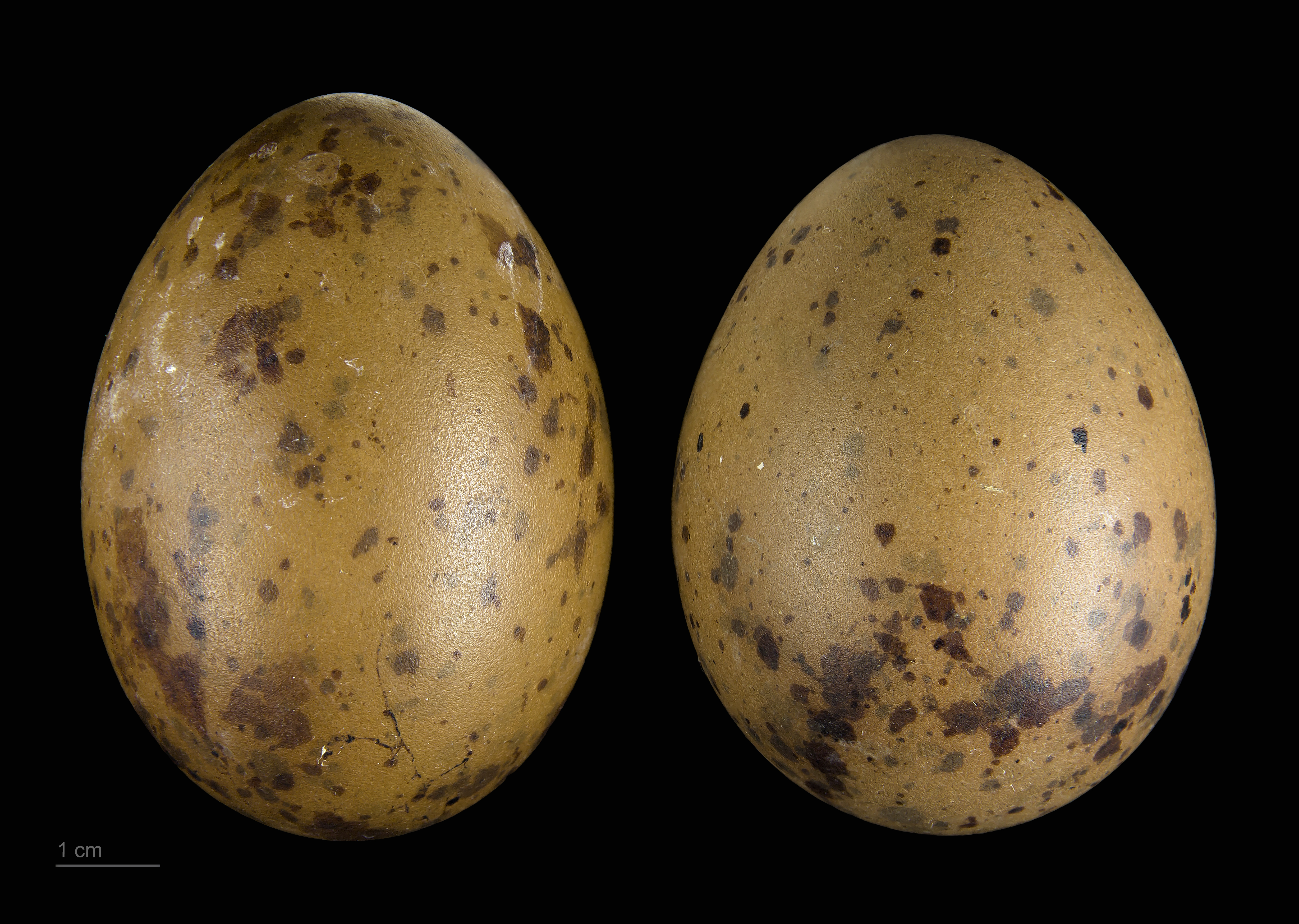
Яйця середнього поморника в оологічній колекції, Тулузький музей

Моногамні птахи. Гніздяться вони й на сухих ділянках, і на болотистих. Нерідко гніздо поморника міститься на маленьких підвищеннях, оточених водою. Колоній не утворюють. Територіальна поведінка починає проявлятись за 1—2 тижні до відкладання яєць. Гнізда середні поморники зводять на відносно сухих мохово-лишайникових горбках, плоских купинах. Саме гніздо лишень слабо виражена заглибина зі слабко вираженою вистилкою зі стебел сухих трав, листочків верби або лишайників (Thamnolia vermicularis). У будуванні гнізда беруть участь обидва члени пари. У роки з ранньою весною відкладання яєць починається в першу п'ятиденку червня, а розпал падає на середину місяця. У кладці, зазвичай, 2 яйця. У роки з холодною і затяжною весною кладки з 1 яйцем трапляються частіше. За сезон, переважно, одна кладка, але при втраті її на початку насиджування можлива друга. Яйця зазвичай нормальної, яйцеподібної форми, з гладкою, дещо блискучою шкаралупою. Основне тло забарвлення шкаралупи оливково-коричневе, іноді з зеленуватим відтінком, поверхневі плями темно-коричневі, іржасто-бурі або навіть чорнуваті, розкидані безладно, частіше групуються на тупому кінці. Середній розмір яєць на острові Врангеля становив 63,2×43,5 мм. У насиджуванні беруть участь обидва батьки. Тривалість інкубації 25—27 діб, масове вилуплення пташенят залежно від погодних умов весни припадає на першу декаду або середину липня. Після вилуплення пташенята протягом 2—4 діб перебувають в гнізді, а потім розходяться і ховаються поодинці аж до підйому на крило в околицях гнізда, не віддаляючись від нього більше 100 м. Пташенята агресивні один щодо одного, старше може напасти на молодшого. Вигодовують малят обоє батьків, приносячи їжу і відригуючи її пташенятам. Літати пташенята починають у віці 31-32 днів, іноді дещо пізніше, але принаймні ще два тижні опісля після підйому на крило підгодовуються батьками.

## Живлення
У гніздовий період в тундрі основу живлення становлять дрібні гризуни, переважно лемінги різних видів. Серед інших кормів відмічені дрібні птахи (зокрема, плоскодзьобі плавунці), комахи (туруни, гусінь метеликів, личинки двокрилих). У позагніздовий період поморники концентруються та подовгу затримуються у місцях забою північних оленів, біля трупів морських ссавців, на звалищах. Під час міграції живляться переважно рибою.

## Загрози
Головний несприятливий чинник для середніх поморників — депресії чисельності лемінгів, що тягне за собою негніздування значної частини популяції, хоча і не призводить безпосередньо до зниження її чисельності. Шкоди поморникам завдають також промислові викиди, особливо концентрація важких металів, яка призводить до загибелі пташенят ще до вилуплення.